# Titiotus humboldt
Titiotus humboldt is een spinnensoort uit de familie Tengellidae. De soort komt voor in de Verenigde Staten.